# Tropicoporus
Genre
Tropicoporus est un genre de champignons de la famille des Hymenochaetaceae.

## Description
Ces champignons se développent sur du bois d'Angiospermes et y provoquent une pourriture blanche.
Les basidiocarpes sont annuels à pérennes, résupinés, effusés-réflexes à pileux, ellipsoïdes, largement ellipsoïdes à subglobuleuses, jaunâtres, à parois légèrement épaisses à épaisses, lisses. La surface est pileuse brune, grisâtre foncé à noire, hispide, tomenteuse, veloutée à glabre avec une croûte fissurée radialement. La surface des pores est jaune à brune.

## Répartition
Ce genre est représenté en zone tropicale exclusivement.

## Taxinomie
Ce genre a été décrit en 2015 par les mycologues chinois Li Wei Zhou, Yu Cheng Dai et Sheng Hua Wu. L'espèce type est Tropicoporus excentrodendri. Le nom Tropicoporus fait référence à l'aire de répartition exclusivement tropicale du genre.

## Liste des espèces
Selon MycoBank (8 février 2024) :
- Tropicoporus anchietanus (Decock & Ryvarden) Y.C. Dai & F. Wu, 2022
- Tropicoporus angustisulcatus Y.C. Dai & F. Wu, 2022
- Tropicoporus appositus (Lév.) Y.C. Dai & F. Wu, 2022
- Tropicoporus boehmeriae L.W. Zhou & F. Wu, 2015
- Tropicoporus cambodiensis (L.W. Zhou & W.M. Zhang) Y.C. Dai & F. Wu, 2022
- Tropicoporus carteri (Berk. ex Cooke) Y.C. Dai & F. Wu, 2022
- Tropicoporus caryophylleus (Cooke) Y.C. Dai & F. Wu, 2022
- Tropicoporus cesatii (Bres.) Y.C. Dai & F. Wu, 2022
- Tropicoporus chaquensis (Iaconis & J.E. Wright) Y.C. Dai & F. Wu, 2022
- Tropicoporus cubensis (Y.C. Dai, Decock & L.W. Zhou) L.W. Zhou & Y.C. Dai, 2015
- Tropicoporus dependens (Murrill) L.W. Zhou, Y.C. Dai & Vlasák, 2015
- Tropicoporus detonsus (Fr.) Y.C. Dai & F. Wu, 2022
- Tropicoporus drechsleri Salvador-Montoya & Popoff, 2018
- Tropicoporus excentrodendri L.W. Zhou & Y.C. Dai, 2015
- Tropicoporus extensus (Lév.) Y.C. Dai & F. Wu, 2022
- Tropicoporus flabellatus V.R.T. Oliveira, J.R.C. Oliveira-Filho, Xavier de Lima & Gibertoni, 2022
- Tropicoporus glaucescens (Petch) Y.C. Dai & F. Wu, 2022
- Tropicoporus guanacastensis L.W. Zhou, Y.C. Dai & Vlasák, 2015
- Tropicoporus hainanicus Y.C. Dai & F. Wu, 2022
- Tropicoporus inamoenus (Mont.) Y.C. Dai & F. Wu, 2022
- Tropicoporus lapideus (Corner) Y.C. Dai & F. Wu, 2022
- Tropicoporus lineatus Y.C. Dai & F. Wu, 2022
- Tropicoporus linteus (Berk. & M.A. Curtis) L.W. Zhou & Y.C. Dai, 2015
- Tropicoporus lopezii (M. Mata & Ryvarden) Y.C. Dai & F. Wu, 2022
- Tropicoporus melleoporus (Murrill) Salvador-Montoya & Drechsler-Santos, 2020
- Tropicoporus minisporus (B.K. Cui & Y.C. Dai) Y.C. Dai & F. Wu, 2022
- Tropicoporus minor Y.C. Dai & F. Wu, 2022
- Tropicoporus nothofagi (G. Cunn.) Y.C. Dai & F. Wu, 2022
- Tropicoporus nullisetus Xavier de Lima, V.R.T. Oliveira & Gibertoni, 2022
- Tropicoporus poeltii (Ryvarden) Y.C. Dai & F. Wu, 2022
- Tropicoporus pseudolinteus (Vlasák & Y.C. Dai) L.W. Zhou, Y.C. Dai & Vlasák, 2015
- Tropicoporus purpureogilvus (Petch) Y.C. Dai & F. Wu, 2022
- Tropicoporus ralunensis (Adask., Gilb. & Blanchette) Y.C. Dai & F. Wu, 2022
- Tropicoporus ravidus Y.C. Dai & F. Wu, 2022
- Tropicoporus rechingeri (Bres.) Y.C. Dai & F. Wu, 2022
- Tropicoporus rickii (Teixeira) Y.C. Dai & F. Wu, 2022
- Tropicoporus rudis (Pat.) L.W. Zhou & Y.C. Dai, 2015
- Tropicoporus sanfordii (Lloyd) Y.C. Dai & F. Wu, 2022
- Tropicoporus scorodocarpi (Corner) Y.C. Dai & F. Wu, 2022
- Tropicoporus shaferi (Murrill) Y.C. Dai & F. Wu, 2022
- Tropicoporus sideroxylicola (Vlasák & Y.C. Dai) L.W. Zhou, Y.C. Dai & Vlasák, 2015
- Tropicoporus stratificans G. Coelho & Yurchenko, 2016
- Tropicoporus substratificans Y.C. Dai & F. Wu, 2022
- Tropicoporus tenuis Y.C. Dai & F. Wu, 2022
- Tropicoporus texanus A.A. Brown, D.P. Lawr. & K. Baumgartner, 2019
- Tropicoporus tropicalis (M.J. Larsen & Lombard) L.W. Zhou & Y.C. Dai, 2015
- Tropicoporus tubifragilis (Corner) Y.C. Dai & F. Wu, 2022